# Aphricus luteipennis
Aphricus luteipennis is een keversoort uit de familie kniptorren (Elateridae). De wetenschappelijke naam van de soort is voor het eerst geldig gepubliceerd in 1907 door Fall.